# Microtomographie aux rayons X
La microtomographie aux rayons X est une technique de tomographie non-destructrice utilisée pour retranscrire une image en trois dimensions d'un échantillon.
La technique est largement utilisée à l'European Synchrotron Radiation Facility.
Cette technique est également utilisée sur les lignes de lumière ANATOMIX et PSICHÉ du synchrotron SOLEIL.